# A.B.C-Z
A.B.C-Z è una boy band giapponese composta da cinque membri, della scuderia di Johnny & Associates.

## Formazione
- Ryōsuke Hashimoto (橋本良亮?, Hashimoto Ryōsuke) (nato il 15 luglio 1993)
- Shōta Totsuka (戸塚祥太?, Totsuka Shōta) (nato il 13 novembre 1986)
- Kōichi Goseki (五関晃一?, Goseki Kōichi) (nato il 16 giugno 1985)
- Ryōichi Tsukada (塚田僚一?, Tsukada Ryōichi) (nato il 10 dicembre 1986)

### Ex membro
- Fumito Kawai (河合郁人?, Kawai Fumito) (nato il 20 ottobre 1987)

## Discografia

### Album in studio
- 2014 – From ABC to Z
- 2015 – A.B.Sea Market